# La Nouvelle République (journal ivoirien)
Pour les articles homonymes, voir La Nouvelle République.
La Nouvelle République est un journal ivoirien proche du PDCI. 